# Robbie Mustoe
Robin „Robbie“ Mustoe (* 28. August 1968 in Witney) ist ein ehemaliger englischer Fußballspieler. Als defensiver Mittelfeldspieler war er zwischen 1990 und 2002 in mehr als 450 Partien für den FC Middlesbrough aktiv, darunter sieben Jahre in der Premier League. Dazu war er zwischen 1997 und 1998 in drei Endspielen von heimischen Pokalwettbewerben, dort jedoch jeweils auf der unterlegenen Seite.

## Sportlicher Werdegang
Mustoe wurde in der Grafschaft Oxfordshire geboren, so dass im Jahr 1984 der erste fußballerische Schritt in die Jugendabteilung von Oxford United nahe lag. Als er in der Saison 1986/87 zu seinen ersten drei Ligaeinsätzen kam, spielte Oxford United in der obersten englischen Spielklasse. Nach dem Abstieg im folgenden Jahr etablierte sich Mustoe im defensiven Mittelfeld als Stammspieler, kam aber mit seinem Team über einen Platz in der unteren Tabellenhälfte nicht hinaus. Gut einen Monat vor seinem 22. Geburtstag wechselte er dann im Juli 1990 für eine Ablösesumme von 375.000 Pfund zum Zweitligakonkurrenten FC Middlesbrough, der als vormaliger Erstligaabsteiger in der Saison 1989/90 den direkten Absturz in die dritte Liga gerade so noch hatte abwenden können.
Der im März 1990 neu in Middlesbrough zum Cheftrainer beförderte Colin Todd baute zu dieser Zeit eine neue Mannschaft auf, darunter neben Mustoe der Flügelspieler John Hendrie, der linke Verteidiger Jimmy Phillips und der schottische Alt-Internationale John Wark. Auf Anhieb gelang es Mustoe, sich als Box-to-box-Spieler im Mittelfeld festzusetzen, der neben seinen Defensivqualitäten auch Stärken im Spielaufbau zeigte und dabei torgefährlich war. Neben seinen Vorzügen in der Balleroberung und im Passspiel war es von Beginn an die hohe Lauf- und Kampfbereitschaft, die ihn zu einem wichtigen Faktor in den kommenden Jahren machte. Die Umstellungen in der Mannschaft machten sich bezahlt und der FC Middlesbrough erreichte in der Saison 1990/91 auf Anhieb die Playoff-Spiele. Dort scheitere man zwar bereits im Halbfinale an Notts County, aber im folgenden Jahr gelang über die Vizemeisterschaft der Zugang zur neu gegründeten Premier League. Da sich Todd 1991 mit dem Vereinspräsidium überworfen hatte, war dieser Erfolg primär seinem Nachfolger Lennie Lawrence zuzuschreiben, der trotz einiger Veränderungen im Kader weiterhin auf Mustoe in der Mittelfeldzentrale baute.
Mit Lawrence konnte der Klassenerhalt in der Erstligasaison 1992/93 nicht realisiert werden und auch im folgenden Jahr scheiterte Mustoe mit dem Klub unter Trainer Lawrence an der ersehnten Premier-League-Rückkehr. Wegweisend war dann die Zeit ab dem Sommer 1994, nachdem Bryan Robson als Spielertrainer verpflichtet worden war. Nicht nur gewann Middlesbrough 1995 die Zweitligameisterschaft, sondern es folgten zwei Finalteilnahmen im Ligapokal und FA Cup, die aber jeweils in Niederlagen gegen Leicester City und den FC Chelsea mündeten – in der Partie gegen Chelsea musste Mustoe verletzungsbedingt nach 29 Minuten gegen Steve Vickers ausgetauscht werden. Der zwischenzeitliche Premier-League-Abstieg im selben Jahr konnte direkt mit dem Wiederaufstieg „korrigiert“ werden – dazu gesellte sich erneut im Ligapokal eine weitere Finalniederlage gegen den FC Chelsea. Nach seinem dritten Premier-League-Aufstieg konnte sich Mustoe mit dem Team in den letzten vier Jahren bis 2002 in der Premier League behaupten. Er galt dabei als „unbesungener Held“ in der spektakulärere Offensivakteure wie Juninho, Emerson und Fabrizio Ravanelli für die prägnanteren Momente im Spiel des FC Middlesbrough verantwortlich waren. In seiner finalen Saison 2001/02 unter dem neuen Trainer Steve McClaren verpasste Mustoe im Halbfinale des FA Cups in Old Trafford mit einer knappen 0:1-Niederlage gegen den FC Arsenal die Überraschung in einem seiner letzten Auftritte. Er lehnte danach einen neuen Vertrag bei „Boro“ ab, um ablösefrei bei Charlton Athletic sowie später Sheffield Wednesday anzuheuern.
Nach dem Ende seiner aktiven Karriere zog es Mustoe in die USA nach Lexington, Massachusetts. Dort trainierte er College-Teams und arbeitete später als Kommentator und Experte für ESPN sowie ab 2013 für NBC.